# Amazon (romanzo)
Amazon è un romanzo breve del 1978 di Gianluigi Zuddas.
È il primo libro del cosiddetto ciclo delle amazzoni, nel quale compaiono due dei personaggi di Zuddas, le amazzoni Ombra di Lancia e Goccia di Fiamma.
Ha vinto il Premio Italia 1979 come miglior romanzo.

## Trama
La scatenata coppia di guerriere Ombra di Lancia e Goccia di Fiamma ha l'incarico di recuperare un preziosissimo gong sacro, ma si troverà intrappolata in una girandola di mirabolanti spostamenti magici, tra Sacerdoti del Gelo, bizzarre invenzioni, fanciulle da salvare e mutanti verdolini.

## Struttura, stile, ambientazione
Aspetti specifici in particolare di questo primo libro e in generale dell'intero ciclo sono: la struttura ad episodi (ogni capitolo contiene una situazione particolare che giunge a conclusione, anche se l'integrità della trama del romanzo è sempre fatta salva); l'intento comico (pure mascherato dietro un aspetto avventuroso); il worldbuilding (anche se il mondo ancestrale di Zuddas è per alcuni versi paragonabile ad altri mondi della narrativa heroic fantasy, presentando la medesima ricchezza di ambientazioni dell'era hyboriana di Conan il barbaro, si tratta di una creazione originale nella quale gode di un approccio dettagliato la riflessione sulla presenza di una società di sole donne).